# Saison 2 de L'Agence tous risques
 (septembre 2024).
Si vous disposez d'ouvrages ou d'articles de référence ou si vous connaissez des sites web de qualité traitant du thème abordé ici, merci de compléter l'article en donnant les références utiles à sa vérifiabilité et en les liant à la section « Notes et références ».
Chronologie
Saison 1 Saison 3
La saison 2 de la série télévisée L'Agence tous risques comporte vingt-trois épisodes diffusés de septembre 1983 à mai 1984.

## Épisode 1:Poussière de diamants
- États-Unis : NBC, 20 septembre 1983

## Épisode 2:Le pain quotidien
- États-Unis : NBC, 27 septembre 1983

## Épisode 3:Otages à l'orphelinat
- États-Unis : NBC, 11 octobre 1983

## Épisode 4:Immigration clandestine
- États-Unis : NBC, 18 octobre 1983

## Épisode 5  et 6:Les mustangs
- États-Unis : NBC, 25 octobre 1983

- Lance LeGault fait ici sa première apparition en tant que le colonel Roderick Decker

## Épisode 7:La guerre des taxis
- États-Unis : NBC, 1er novembre 1983

- Michael Ironside : Miller Crane
- Ernie Hudson : Cal Freeman

## Épisode 8:Agitateurs
- États-Unis : NBC, 8 novembre 1983

## Épisode 9:La pêche miraculeuse
- États-Unis : NBC, 15 novembre 1983

## Épisode 10:Histoire d'eau
- États-Unis : NBC, 22 novembre 1983

Histoire : Sidney Ellis

## Épisode 11:Acier
- États-Unis : NBC, 29 novembre 1983

## Épisode 12:Le candidat
- États-Unis : NBC, 6 décembre 1983

- Cet épisode marque la dernière apparition de Melinda Culea, qui jouait Amy depuis la saison 1 de la série.

## Épisode 13:La vache maltaise
- États-Unis : NBC, 13 décembre 1983

## Épisode 14:Eclipse
- États-Unis : NBC, 3 janvier 1984

- Présence de Lance Henriksen dans le rôle de l'un des « méchants ».

## Épisode 15:Tirez sur le cheik
- États-Unis : NBC, 10 janvier 1984

- Cet épisode marque la première apparition de Marla Heasley, qui joue le rôle de la journaliste Tawnia Baker.
- Kurtwood Smith joue le rôle de l'un des dirigeants maléfiques de l'entreprise de sécurité.

## Épisode 16:Dites le avec du plomb
- États-Unis : NBC, 17 janvier 1984

- Présence de Marla Heasley qui joue Tawnia Baker.
- Invité spécial : Monte Markham dans le rôle du lieutenant Mason Harnett

## Épisode 17:Les marchands de poison
- États-Unis : NBC, 31 janvier 1984

- Présence de Marla Heasley qui joue Tawnia Baker.
- Invité spécial : Bo Hopkins dans le rôle de Charlie Drew

## Épisode 18:Le scorpion du désert
- États-Unis : NBC, 7 février 1984

- Présence de Marla Heasley qui joue Tawnia Baker.
- Invité spécial : Tony Burton dans le rôle de Burke

## Épisode 19:Pièces détachées
- États-Unis : NBC, 14 février 1984

- Présence de Marla Heasley qui joue Tawnia Baker.
- Invité spécial : Dennis Franz dans le rôle de Sam Friendly

## Épisode 20:Pas si facile que ça
- États-Unis : NBC, 21 février 1984

## Épisode 21:Opération finale
- États-Unis : NBC, 28 février 1984

- Présence de Tricia O'Neil dans le rôle du médecin.
- Présence de Marla Heasley dans le rôle de Tawnia Baker.
- Invité spécial : Ed Lauter dans le rôle du major Douglas Kyle

## Épisode 22:Pression amicale
- États-Unis : NBC, 8 mai 1984

## Épisode 23:Souvenirs
- États-Unis : NBC, 15 mai 1984

- Présence de Marla Heasley qui joue Tawnia Baker.
- Ce dernier épisode de la deuxième saison montre plusieurs extraits de cette saison et de la précédente.